# Margaret Domka
Margaret Domka (Oak Creek, Wisconsin, 13 de agosto de 1979) es una árbitra de fútbol estadounidense.

## Trayectoria
Fue árbitra asistente internacional de la FIFA en 2007 y 2008 y pitó en las Copas Mundiales Femeninas de Fútbol Sub-20 de 2012 y 2014, así como en la Copa de Algarve 2012 y 2013.
Fue seleccionada como árbitra para la Copa Mundial Femenina de Fútbol de 2015.